# Herbert Mensching
Herbert Mensching (Hannover, 11 gennaio 1928 – Amburgo, 28 settembre 1981) è stato un attore tedesco, che fu attivo principalmente in campo televisivo e teatrale.
Sul piccolo schermo, partecipò ad oltre una quarantina di differenti produzioni, a partire dalla metà degli anni cinquanta, lavorando soprattutto in vari film TV. Tra i suoi ruoli principali, figura quello di Herbert Benthin nella serie televisiva Spaß beiseite – Herbert kommt!; era inoltre un volto noto al pubblico televisivo per essere apparso come guest-star in alcuni episodi delle serie televisive Der Kommissar, L'ispettore Derrick e Tatort

## Filmografia parziale

### Cinema
- Professor Columbus (1968)
- Die 13 Monate - cortometraggio (1970)
- Quando la verità scotta (1972)
- Il pedone (1973)

### Televisione
- Ein Bild fürs Leben - film TV (1954)
- Die Polizei - film TV (1960)
- Die Friedhöfe - film TV (1960)
- Abends Kammermusik - film TV (1965)
- Das ganz große Ding - film TV (1966)
- Der Mann, der sich Abel nannte - film TV (1966)
- Der Werbeoffizier - film TV (1967)
- Der Mann, der keinen Mord beging - miniserie TV, 7 episodi (1968)
- Lerne Lachen ohne zu weinen - film TV (1970)
- Mord im Pfarrhaus - film TV (1970)
- Dem Täter auf der Spur - serie TV, 1 episodio (1970)
- Gran Canaria - film TV (1972)
- Der Kommissar- serie TV, 2 episodi (1972-1973)
- Squadra speciale K1 - serie TV, 2 episodi (1972-1976)
- Frühbesprechung - serie TV, 2 episodi (1973)
- Rückfahrt von Venedig - film TV (1973)
- Tatort - serie TV, 2 episodi (1973-1974)
- Kli-Kla-Klawitter - serie TV, 1 episodio (1974)
- L'ispettore Derrick - serie TV - ep. 02x07, regia di Theodor Grädler (1975)
- Alle Jahre wieder - Die Familie Semmeling - miniserie TV (1976)
- Als wär's ein Stück von mir - film TV (1976)
- Hungária kávéház - serie TV, 1 episodio (1977)
- L'ispettore Derrick - serie TV - ep. 05x01, regia di Helmuth Ashley (1978)
- Mittags auf dem Roten Platz - miniserie TV (1978)
- L'ispettore Derrick - serie TV - ep. 06x01, regia di Helmuth Ashley (1979)
- Spaß beiseite - Herbert kommt! - serie TV, 12 episodi (1979-1981)
- In der Sache J. Robert Oppenheimer - film TV (1981)

## Doppiaggi
- Marius Balbinot in Der Haarschnitt (1974)[6]